# Marian Wojdan
Marian Wojdan (ur. 15 lipca 1923 w Kielcach, zm. 21 sierpnia 2018 w Voorhees) – żołnierz Armii Krajowej, emigracyjny działacz kombatancki, przedsiębiorca.

## Życiorys
Przed wybuchem II wojny światowej uczęszczał od kieleckich gimnazjów: im. Jana Śniadeckiego, a następnie im. Stefana Żeromskiego. Po rozpoczęciu wojny zmuszony był przerwać naukę i podjąć pracę w kamieniołomach na Sitkówce. W 1941 roku wstąpił w szeregi Armii Krajowej, gdzie otrzymał pseudonim „Weygand”. Dowodził plutonem Pogotowia Akcji Specjalnej, działającym w rejonie Polichna, Gałęzic i Piekoszowa. Podczas akcji „Burza” był żołnierzem 4 pułku piechoty Legionów AK.
Po zakończeniu wojny, w lipcu 1945 roku został aresztowany przez funkcjonariuszy Urzędu Bezpieczeństwa. Zwolniony po dwóch tygodniach, podjął udaną próbę przedostania się do Włoch, gdzie wstąpił w szeregi 2 Korpusu Polskiego i został zweryfikowany w stopniu plutonowego podchorążego. Po demobilizacji w marcu 1947 roku udał się do Wielkiej Brytanii, gdzie w latach 1949–1950 pracował jaki kwatermistrz polskiego ośrodka harcerskiego pod Londynem. W 1950 roku wyjechał do Kanady, gdzie brał żywy udział w życiu tamtejszych organizacji polonijnych, pełniąc m.in. funkcję skarbnika Koła Przyjaciół Harcerstwa (1972–1979) oraz będąc współzałożycielem Polskiej Fundacji Społeczno–Kulturalnej w Montrealu (1979). W 1980 roku założył firmę Wojdan Import–Export, organizując pomoc dla Polski. Wspierał finansowo utworzenie Ośrodka Myśli Patriotycznej i Obywatelskiej w Kielcach, powstałego w dawnym więzieniu oraz budowę pomnika Armii Krajowej w Kielcach. Uczestniczył w zjazdach żołnierzy oddziału „Wybranieccy” w Cisowie, brał również udział w uroczystości nadania w 2009 roku tytułu Honorowego Obywatelstwa Kielc Ryszardowi Kaczorowskiemu, którego był przyjacielem.
Po śmierci został pochowany w Doylestown.

## Odznaczenia
W uznaniu swych zasług został odznaczony Krzyżem Kawalerskim Orderu Odrodzenia Polski, Krzyżem Armii Krajowej, Medalem Wojska Polskiego, Medalem „Pro Memoria” oraz odznaczeniami kombatanckimi.